# Flying Star
Voitures Flying Star war ein französischer Hersteller von Automobilen.

## Unternehmensgeschichte
Das Unternehmen aus Lyon begann 1906 mit der Produktion von Automobilen. Der Markenname lautete Flying Star. Im gleichen Jahr endete die Produktion bereits wieder. Es entstanden nur wenige Exemplare.

## Fahrzeuge
Das einzige Modell war der 10/12 CV. Für den Antrieb sorgte ein Vierzylindermotor.